# ژی‌سی‌دیکو
ژی‌سی‌دیکو (انگلیسی: JCDecaux) شرکت تبلیغات فرانسوی است، که در زمینه ارائه خدمات تبلیغات محیطی فعالیت می‌نماید.
شرکت ژی‌سی‌دیکو در سال ۱۹۶۴ توسط ژان-کلود دیکو تأسیس شد و در حال حاضر بزرگترین شرکت تبلیغات محیطی جهان می‌باشد.
دفتر مرکزی این شرکت در شهر نوی-سور-سن، فرانسه قرار دارد و بخشی از سهام آن در بازار بورس یورونکست معامله می‌شود.